# Diane Disney Miller
Diane Marie Disney-Miller (18 de dezembro de 1933 – 19 de novembro de 2013) foi a única filha biológica de Walt Disney e sua esposa Lillian Bounds Disney. Diane foi co-fundadora do Walt Disney Family Museum junto com sua família. Ela foi presidente do Conselho de Administração da Walt Disney Family Foundation. O museu, inaugurado em 2009, foi estabelecido para promover e inspirar criatividade e inovação e celebrar e estudar a vida de Walt Disney.

## Legado da Disney

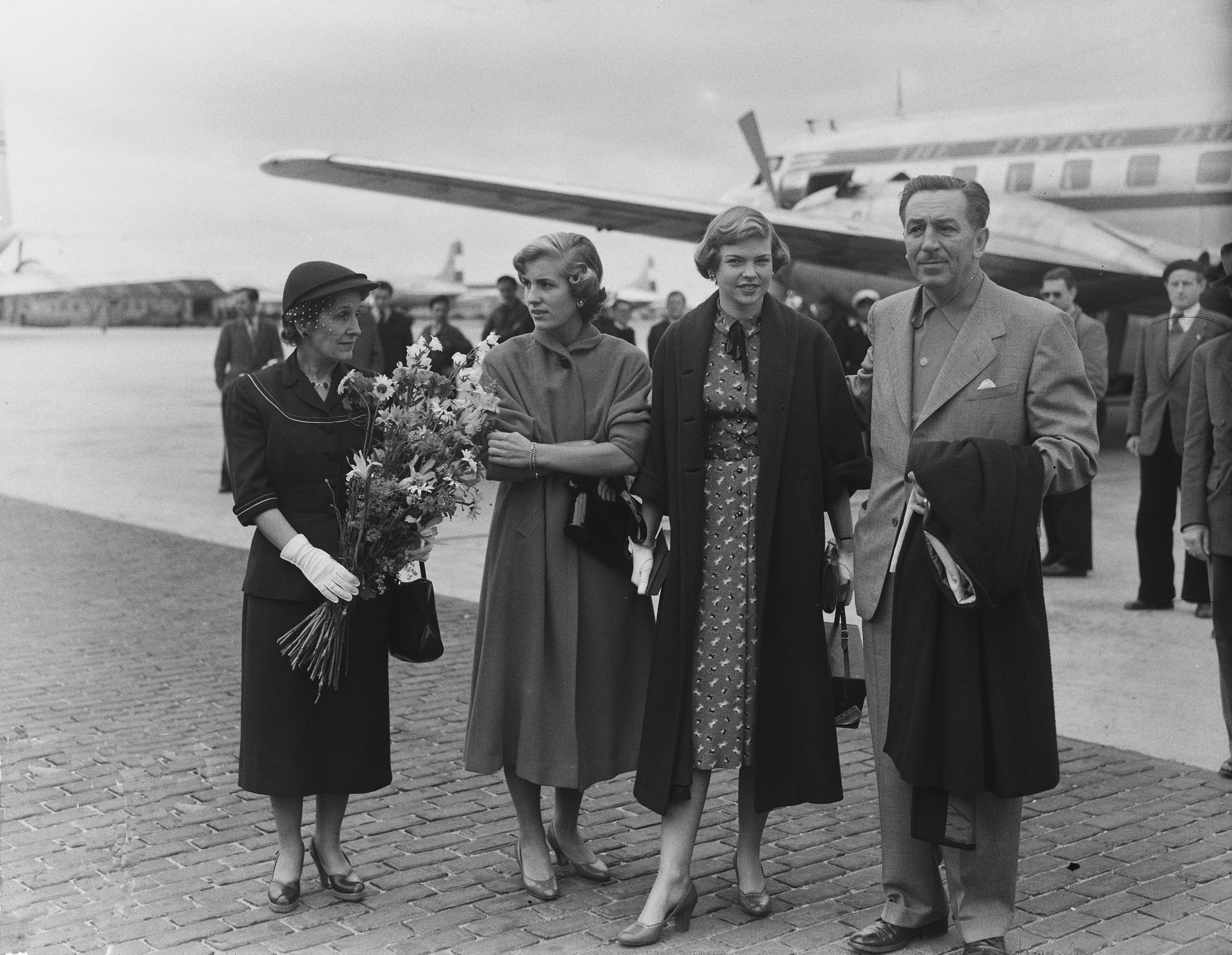
Família Disney (1951)

Miller foi um patrono das artes, bem como um entusiasta da música clássica ao longo da vida e um filantropo generoso.
Miller publicou uma série de oito peças para o Saturday Evening Post em 1956, intitulada "My Dad, Walt Disney", co-escrita com Pete Martin. Em 1957 ela publicou o livro The Story of Walt Disney. Depois que seu marido foi destituído de seu cargo executivo na Walt Disney Productions em 1984, Miller começou a limitar seu envolvimento com a empresa. Em uma entrevista com Diane em 2005, ela lembrou que ela e Sharon viveram uma vida típica, já que ambos os pais eram muito protetores, atenciosos e amorosos.
Em 2009, Diane foi cofundadora do Walt Disney Family Museum com seu filho Walter Elias Disney Miller, que é produtor de cinema, e Disney também foi presidente do conselho de diretores da Walt Disney Family Foundation no momento de sua morte, que é uma organização sem fins lucrativos que possui e opera o Museu da Família Walt Disney, localizado em Presidio em San Francisco.
Em 2015, o primeiro prêmio Diane Disney Miller pelo conjunto de sua obra foi criado para homenagear o fundador do Museu, para reconhecer aqueles que tiveram um impacto notável no campo das artes, educação, envolvimento da comunidade ou avanços tecnológicos.

### Homenageados
- 2015 - Richard Sherman[11]
- 2016 - Marty Sklar[12]
- 2017 - John Lasseter[10]

## Vida pessoal
Nascida em Los Angeles em 18 de dezembro de 1933, Diane Disney Miller estudou na Los Feliz Grammar School antes de se mudar para a Immaculate Heart High School para cursar o segundo grau e o segundo grau. Ela passou a estudar inglês na University of Southern California.
Quando ela tinha 20 anos, Diane foi apresentada a Ron Miller, estudante de 21 anos da University of Southern California, membro do time de futebol americano USC Trojans, em um encontro às cegas após um jogo Universidade da Califórnia–USC. Eles se casaram em uma pequena cerimônia na igreja episcopal em Santa Bárbara em 9 de maio de 1954. Juntos, Diane e Ron tiveram sete filhos, dos quais sobreviveram: Christopher (n. 1954), Joanna (n. 1956), Tamara (n. 1957), Jennifer (mais tarde Miller-Goff; n. 1960), Walter (n. . 1961), Ronald (n. 1963) e Patrick (n. 1967).
Ronald então serviu no Exército e jogou futebol profissional antes de Walt convencê-lo a trabalhar para os Walt Disney Studios, e ascender de direção e produção de filmes a presidente e CEO do que hoje é a The Walt Disney Company. Em 1988, Lillian Disney, sua mãe, anunciou planos de contribuir com US$ 50 milhões para o Los Angeles Concert Hall em Downtown Los Angeles, que Diane viria a apoiar ao longo de sua vida. Mais de 70 escritórios de arquitetura enviaram propostas ao diretor-chefe, Frank Gehry. Em 1996, o projeto estava quase morto, mas Diane persuadiu Gehry a seguir em frente, apesar dos problemas com a má gestão e divergências sobre o projeto, e as tentativas dos funcionários do condado de Los Angeles de cancelá-lo. Era para valer $ 10 milhões em 1997. Diane conseguiu que a Walt Disney Family Foundation contribuísse com cerca de US $ 25 milhões para manter Gehry no controle, e o salão finalmente foi inaugurado em 2003, ao custo de US$ 247 milhões. Embora Lillian Disney tenha morrido em 1997 e nunca tenha visto um show lá, Diane continuou a apoiar a sala de concertos.

## Morte e dedicação
Diane Disney Miller morreu em 19 de novembro de 2013, aos 79 anos de complicações médicas que se desenvolveram após uma queda.
O filme Saving Mr. Banks é dedicado à memória dela; Miller morreu pouco antes de estrear nos cinemas.
Ron e Diane Disney Miller receberam um agradecimento especial em Inside Out (2015).